# Masud Szodża’i
Masud Szodża’i Solejmani (per. مسعود شجاعی سليمانی, ur. 9 czerwca 1984 w Szirazie) – piłkarz irański grający na pozycji ofensywnego pomocnika w Nassaji.

## Kariera klubowa
Piłkarską karierę Szodża’i rozpoczął w klubie Saipa z miasta Karadż, ale grał tam tylko w drużynach młodzieżowych. W 2002 roku przeszedł do Sanat Naft z Abadanu i w jego barwach zadebiutował w pierwszej lidze. W Sanat Naft występował przez rok i w 2003 powrócił do Saipy. Tam, podobnie jak w poprzednim klubie, występował w pierwszym składzie i stał się liderem drugiej linii. W 2006 roku zajął 3. miejsce w lidze.
Latem 2006 Szodża’i wyjechał do Zjednoczonych Emiratów Arabskich, do zespołu Nadi asz-Szarika. Dołączył tym samym do swojego rodaka, Rasula Chatibiego. Podpisał dwuletni kontrakt, a nowy klub zapłacił za niego 1,2 miliona dolarów. W trakcie sezonu 2007/2008 otrzymał oferty z niemieckiego VfL Wolfsburg i włoskiego SSC Napoli.
23 czerwca 2008 podpisał kontrakt z hiszpańską Osasuną i od razu stał się jej podstawowym zawodnikiem.
3 września 2013 podpisał roczny kontrakt z drużyną hiszpańską grającą w Segunda División – UD Las Palmas. Następnie występował w Al-Shahania SC i Al-Gharafa, a w 2016 trafił do Panioniosu. 25 grudnia 2017 roku rozwiązał kontrakt za porozumieniem stron i 3 dni później ogłosił, że związał się półroczną umową z AEK Ateny. Po wygaśnięciu kontraktu klub nie zdecydował się przedłużyć z nim umowy.

## Kariera reprezentacyjna
W reprezentacji Iranu Szodża’i zadebiutował 17 listopada 2004 w wygranym 7:0 meczu z Laosem, rozegranym w ramach eliminacji do Mistrzostw Świata w Niemczech. W 2006 roku Branko Ivanković powołał go do kadry na ten turniej. Był rezerwowym i wystąpił tylko w jednym spotkaniu - zremisowanym 1:1 z Angolą. W 2007 roku był członkiem kadry na Puchar Azji 2007 – doszedł z Iranem do ćwierćfinału.
Podczas eliminacji do Mistrzostw Świata w Brazylii był zawodnikiem podstawowego składu, a także pojechał na turniej, gdzie wystąpił we wszystkich meczach reprezentacji Iranu. Rok później podczas Pucharu Azji zdobył gola w grupowym meczu przeciwko Bahrajnowi.
W eliminacjach do kolejnych Mistrzostw Świata był kapitanem podczas meczów z Chinami i Uzbekistanem. Następnie on i jego ówczesny kolega klubowy Ehsan Hadżsafi zostali ukarani dożywotnim zakazem występu w reprezentacji narodowej. Powodem takiego stanu rzeczy miał być występ obu tych zawodników w meczu eliminacji do Liga Europy UEFA (2017/2018) przeciwko zawodnikom z Izraela. Ostatecznie zawodnik powrócił do gry w marcu 2018 roku i trener Carlos Queiroz powołał go na Mistrzostwa Świata dzięki czemu został pierwszym w historii zawodnikiem z Iranu, który wystąpił na trzech mundialach w karierze.